# Eurystauridia fusconebulosa
Eurystauridia fusconebulosa är en fjärilsart som beskrevs av Sergius G. Kiriakoff 1962. Eurystauridia fusconebulosa ingår i släktet Eurystauridia och familjen tandspinnare. Inga underarter finns listade i Catalogue of Life.